# 賑給
賑給（しんごう/しんきゅう）とは、賑恤（しんじゅつ）とも呼ばれ、律令制において高齢者や病人、困窮者、その他鰥寡孤独（身寄りのない人々）に対して国家が稲穀や塩などの食料品や布や綿などの衣料品を支給する福祉制度、あるいは支給する行為そのものを指す。

## 概要
賑給が行われる原因として大きく2つに分けることができる、1つは天皇の即位や立太子、改元、皇族の病気や死亡など、国家的な大事が発生した時に行われるものである。もう1つは疫病や飢饉、地震など災害が発生した時に行われるものである。ともに、君主である天皇の徳を天下に知らしめて、国家統治の万全と支配秩序の正統性を謳うことを真の目的としていたと考えられ、実際の実施状況を示した現存の古文書を見ても、儒教において、養老の精神から保護の対象とされた高齢者や困窮者の典型として掲げられていた鰥寡孤独への賑給が回数・支給量ともに多く、本当の意味で賑給が必要とされている各種災害による被災者・困窮者に対する支給が後回しもしくは実施されない場合もあったことが知られている。また、支給の対象とされる地域は前者の場合は全国的規模で実施され、後者の場合には特定の地域（京や1ないし複数の国郡）に限定される場合が多かった。
財源としては正倉などに納められていた田租穀などの備蓄が用いられていたが、支給の対象・実施の基準が曖昧であったために、中には賑給を口実として正税未進の補填を行ったり、私的に流用したりする国司・郡司などもいた。このため、朝廷は地方における賑給の実施に中央の許可を必要とするなどの制約を設けようとしたが、その場合には大規模な災害など緊急性を要する賑給には対処しきれないという問題点も発生した。
平安時代（9世紀）に入ると、賑給を巡る状況に変化が生じることになる。すなわち、賑給の支給対象が畿内もしくは平安京の中（「京中賑給」）に限定されることが多くなり、現実的な飢饉・疫病・災害対策として実施されることが増加していったのである。その背景として財政難や地方政治の不振、更には律令制全体の不振によって朝廷が自らの足元である京（平安京）やその周辺地域を固める必要が生じたことによる。特に平安京は農業生活から切り離され、生活水準も高いとは言えない下層の都市生活者が多く居住しており、飢饉や疫病などに対して弱い構造になっていた。また、平安京への米などの物資の輸送は葛野川・鴨川・淀川などの河川を介した水運に依拠するところが大きく、霖雨（長雨）で川の水位が上昇すると洪水に至らなくても船の航行停止や渡河困難による物流の停止によって京中に飢饉が発生する場合があった。変わったところでは、承和の変の際に平安京の周辺の交通を封鎖したところ京中で飢饉が発生して賑給を行ったことが知られている（『続日本後紀』承和9年7月丙辰条）。なお、米に代わって銭が支給される事があったが、これは京内で銭が流通していた反映と考えられる一方で、米不足などの食糧難に由来している場合には、結果的に物価の高騰を招いて賑給の効果を損なう結果になるため、10世紀以降に入ると銭による賑給は行われなくなった。また、賑給田や救急田の設定や救急稲の出挙などによる新たな財源確保などが行われたのもこの時期である。
律令制の形骸化が進んだ10世紀に入ると、賑給そのものが年中行事化され、毎年5月の京中賑給のみが実施されるようになり、内容も再び「天皇の恩徳」を強調して徳治主義や家族国家を前面に押し出した旧来の発想に回帰することになる（もっとも、従来の災害・困窮対策として行われる賑給も稀に実施されている）。また、旧来の儒教による徳治的観念に加えて仏教の施行の観念も付け加えられ、院や公卿による施行を目的とした私的かつ特定の地域・人々を対象にした賑給も行われるようになる。『江家次第』（第7「賑給使事」）によれば、平安京の左京・右京をそれぞれ5つの地区に分けられ、一条（および北辺）と七・八・九条は衛門府、二条と三・四条は兵衛府、五・六条は馬寮が管轄（左京は左の官司、右京は右の官司が担当）し、四等官のうち次官（すけ）から主典（さかん）までのうちより各3名（左衛門府・右衛門府・左兵衛府・右兵衛府からはそれぞれ3名×2＝各6名、左馬寮・右馬寮からは各3名、合わせて30名）が賑給使として派遣された。更に賑給時のトラブルを防止するために検非違使が合わせて派遣される場合があった（『西宮記』巻3など、東西の市がある七条が検非違使との兼帯が多い衛門府の管轄となっている背景の1つとみられている）。また、年中行事らしい現象として、支給される人数と米銭の総額があらかじめ決められていたことがあげられている。こうした年中行事としての賑給も、供給すべき現物の不足などによって時代とともに形骸化していき、鎌倉時代には廃絶状態となった。